# Laapersheide
De Laapersheide is een natuurgebied van het Goois Natuurreservaat ten zuiden van Hilversum.
'De hei achter het sportpark' ligt ten zuiden van kantorenpark Arena en Diependaalselaan, tussen de A27 en de spoorlijn Hilversum - Utrecht. Door het viaduct over de Diependaalselaan langs het spoor staat de hei min of meer in verbinding met het Arenapark. De Laapersheide is als bestaande natuur onderdeel van de ecologische hoofdstructuur. De heide vormt een geheel met de Laapersveld aan de overzijde van de spoorlijn. Op de hei bevindt zich een poel.